# اکیازی، اماسیا
اکیازی، اماسیا (به لاتین: Akyazı, Amasya) یک منطقهٔ مسکونی در ترکیه است که در استان آماسیه واقع شده‌است.